# Fabián Gómez
Fabián Gómez (nascido em 27 de outubro de 1978) é um golfista profissional argentino.
Se tornou profissional em 2001.
Ele irá representar a Argentina no jogo por tacadas individual masculino do golfe nos Jogos Olímpicos de Verão de 2016, no Rio de Janeiro, Brasil.